# Look: The Series
Look: The Series è una serie televisiva statunitense, trasmessa tra il 10 ottobre e il 19 dicembre 2010 dalla rete televisiva Showtime.
È scritta, prodotta e diretta da Adam Rifkin, sulla base dell'omonima pellicola del 2007. La peculiarità della serie è rappresentata dal metodo di ripresa: ogni scena infatti, viene mostrata al telespettatore attraverso le immagini di telecamere di sicurezza.